# (3616) Glazunov
(3616) Glazunov est un astéroïde de la ceinture principale.

## Description
(3616) Glazunov est un astéroïde de la ceinture principale. Il fut découvert le 3 mai 1984 à Naoutchnyï par Lioudmila Jouravliova. Il présente une orbite caractérisée par un demi-grand axe de 2,60 UA, une excentricité de 0,12 et une inclinaison de 12,8° par rapport à l'écliptique.

## Compléments